# Свідеба
Свідеба (груз. სვიდება) — село в Грузії.
За даними перепису населення 2014 року в селі проживає 230 осіб.